# Gekroesde haarmuts
Gekroesde haarmuts (Orthotrichum pulchellum) is een mossoort uit het geslacht haarmuts (Orthotrichum).

## Determinatie
Gekroesde haarmuts is een opvallend mos vanwege zijn gedraaide bladeren als ze droog zijn. Het vormt losse, licht vertakte plukjes die meestal minder dan 1 cm hoog zijn, maar soms tot ongeveer 2 cm kunnen groeien. De bladeren zijn 2-2,5 mm lang, fijn gepunt en gedraaid als ze droog zijn. De bladranden zijn bovenaan vlak, maar verder gebogen. In tegenstelling tot veel andere Orthotrichum-soorten, heeft gekroesde haarmuts sporenkapsels die boven de bladeren worden gehouden op een korte seta, ongeveer 1-2 mm lang. Deze kapsels, die 1,5 mm lang zijn, worden bleek roodbruin als ze rijp en droog zijn. Ze hebben 8 reflexe, oranje peristoomtanden. Voor het rijpen zijn de kapsel bedekt met een bijna haarloze, bleke calyptra met een donkerbruine punt en gemarkeerd met donkere vlekken langs de onderste rand. Rond april/mei verliest gekroesde haarmutszijn calyptra en worden de oranjerode capsuletanden zichtbaar.

## Ecologie
Hij komt voor op bomen en struiken met een voedselrijke schors in luchtvochtige bossen.

### Syntaxonomie
In de syntaxonomie staat gekroesde haarmuts te boek als kensoort voor de klasse van haarmutsen en vingermossen.

## Verspreiding
Het verspreidingsgebied van gekroesde haarmuts in Midden-Europa ligt aan de kusten van de Noord- en Oostzee. Hij leeft daar als epifyt op de bast van levende bomen. In Nederland komt de soort algemeen voor en in België vrij algemeen. 
In de 19de en de eerste helft van de 20ste eeuw werd gekroesde haarmuts in diverse delen van Nederland aangetroffen, maar in de jaren zeventig van de vorige eeuw groeide de soort nog voornamelijk langs de kust. In 2007 was ze ook in het binnenland weer regelmatig te vinden.

Gekroesde haarmuts
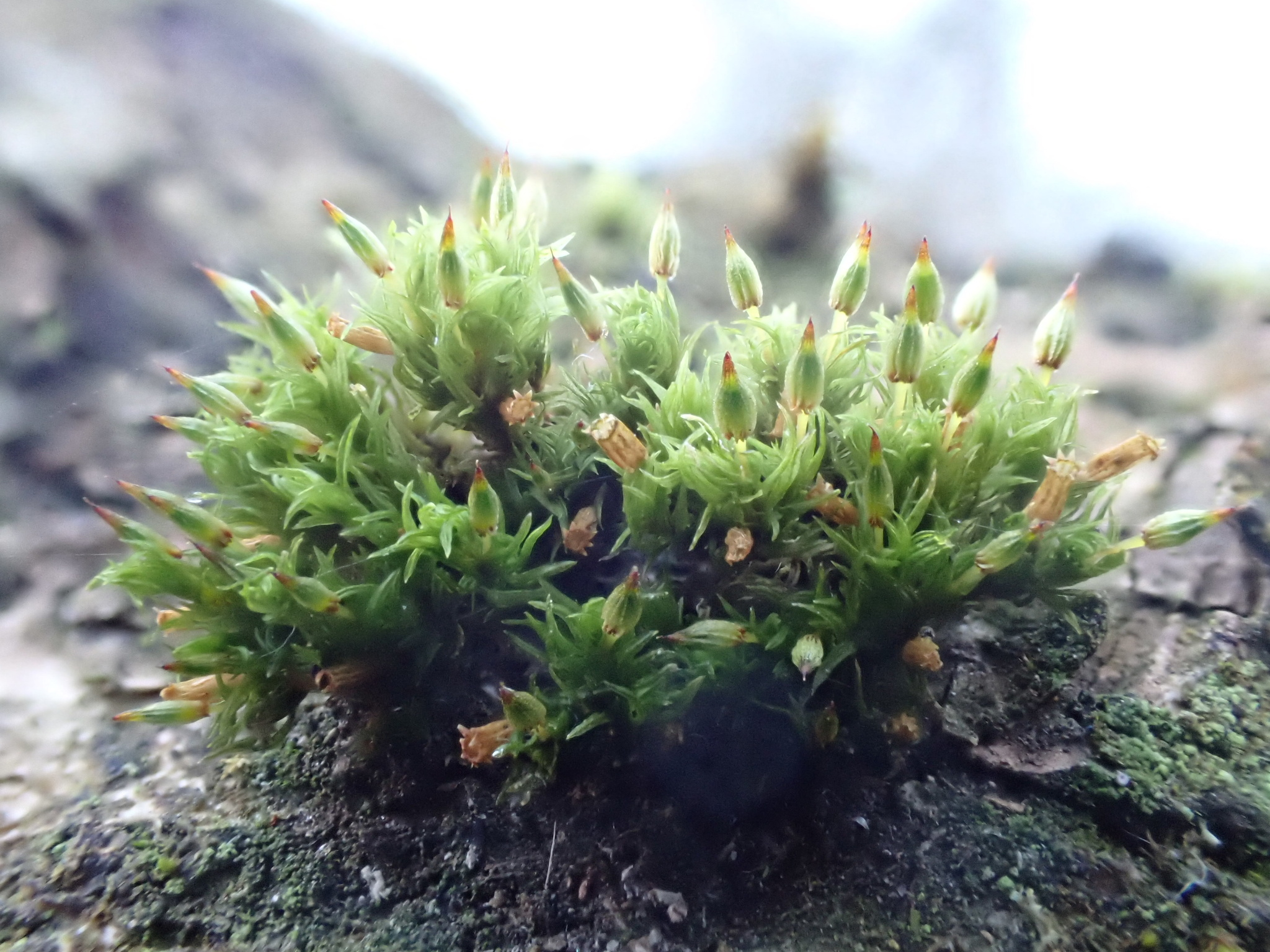
Habitus
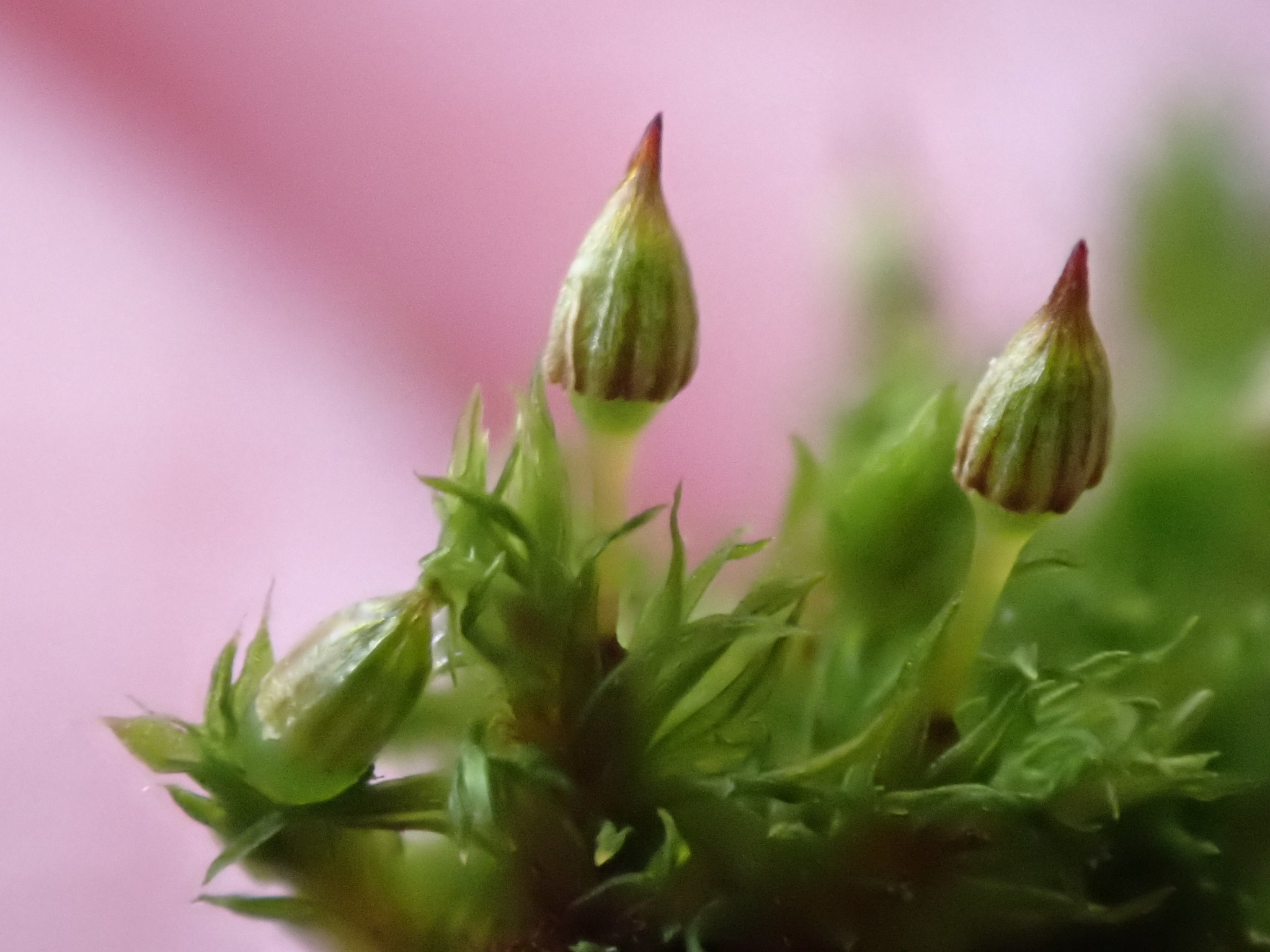
Sporenkapsels met huikje
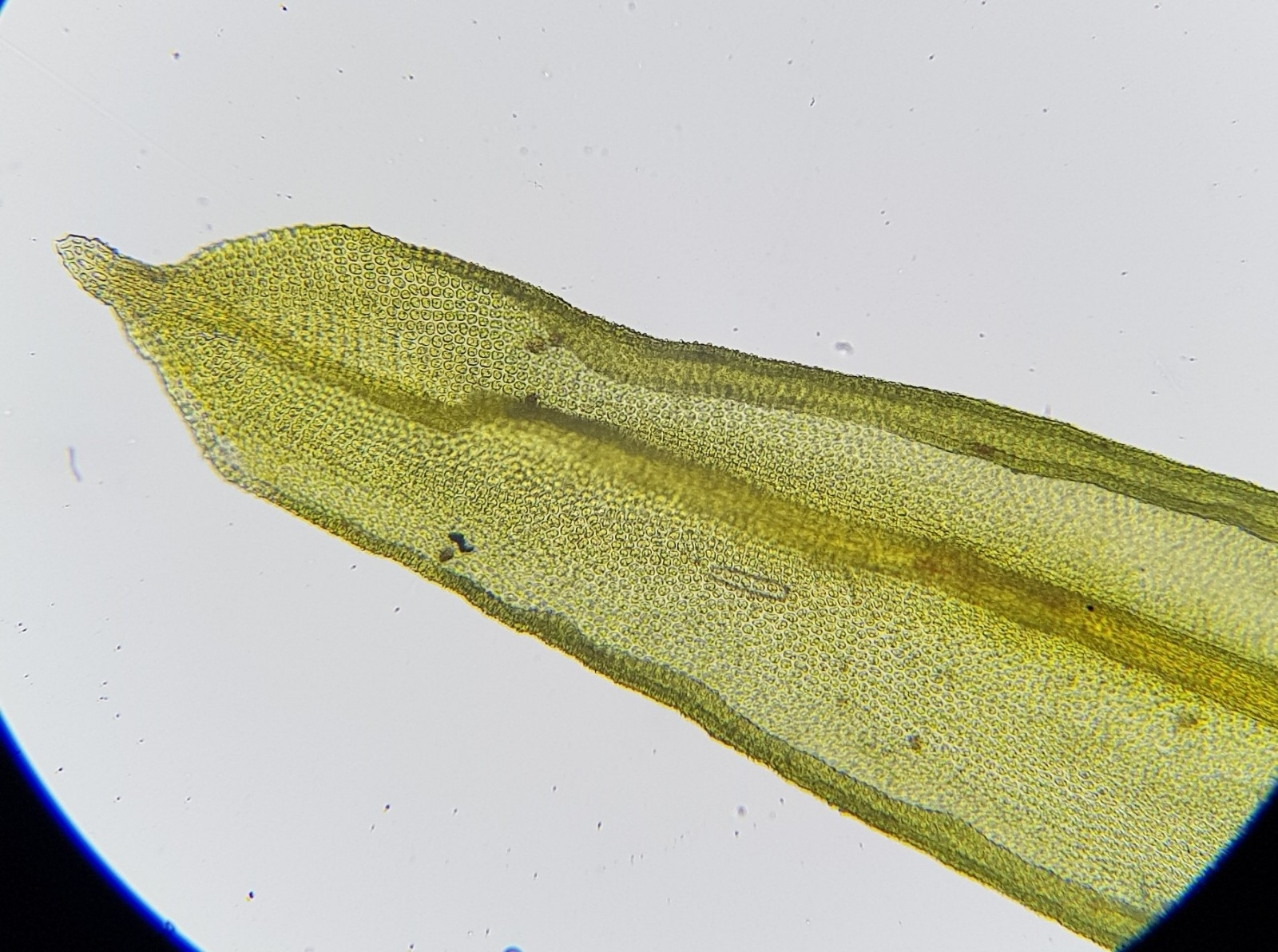
Blad
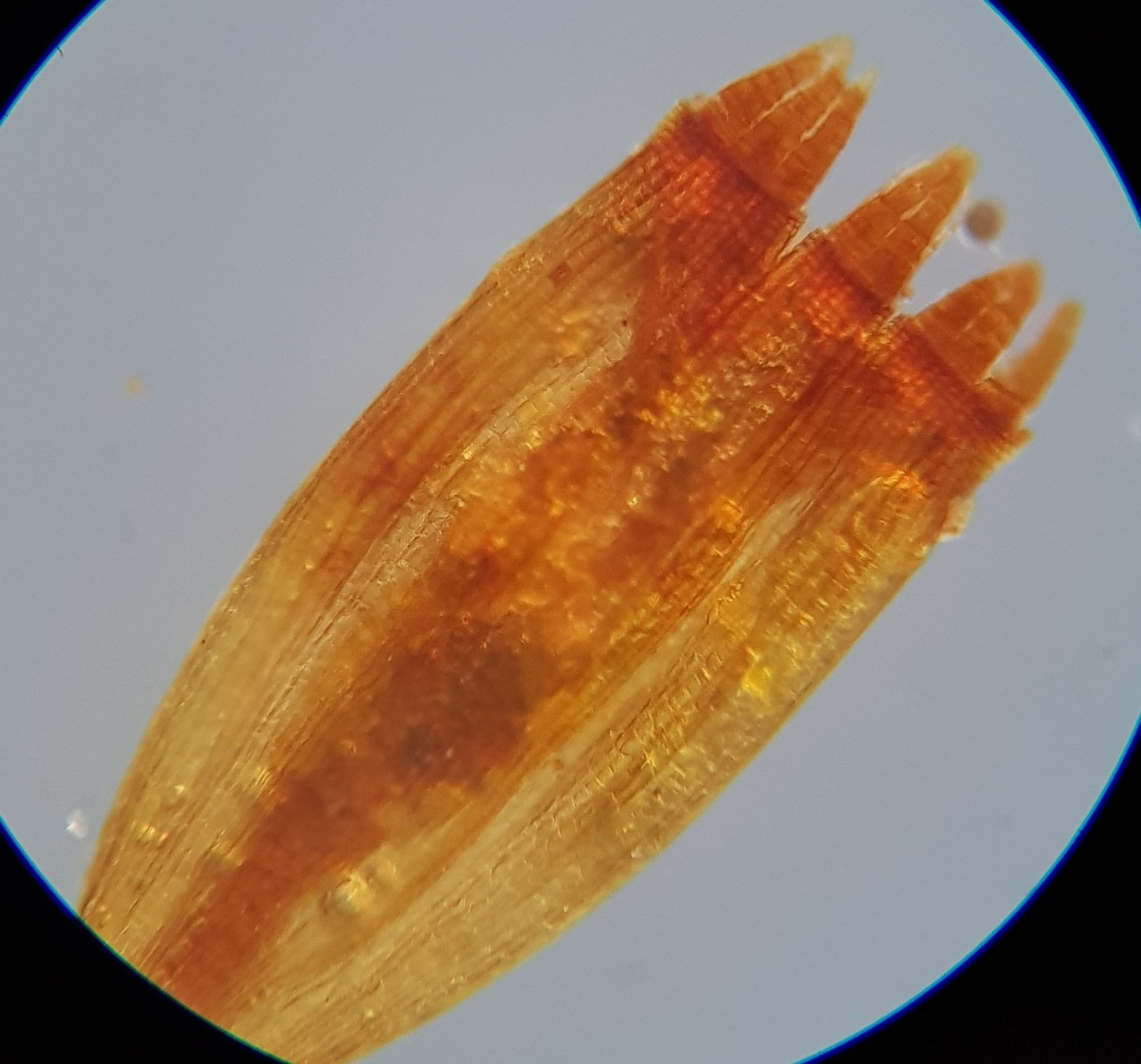
Peristoomtanden